# Khanato di Ganja
Il Khanato di Ganja (in persiano خانات گنجه‎  - Khānāt-e Ganjeh, in azero Gəncə xanlığı, Ҝәнҹә ханлығы, گنجه خنليغى) è stato un khanato caucasico semi-indipendente stabilito dall'Iran Afsharida nel territorio dell'odierno Azerbaigian tra il 1747-1805. Il principato era governato dalla dinastia di Ziyadoglu (Ziyadkhanov) di estrazione Qajar come governatori sotto i Safavidi e Nadir Shah.

Shahverdi Solṭan Ziyad-oglu Qajar divenne khan di Ganja nel 1554.

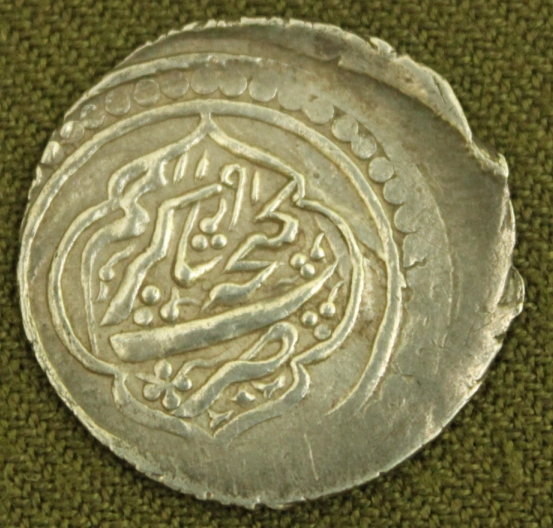
Moneta del Khanato di Ganja, con su scritto "Coniata in Ganja, Ya Karim"

## Storia politica
Nell'ultima parte del XVIII secolo, il khanato di Ganja era una delle comunità economicamente più prospere del Caucaso, beneficiando della posizione strategica della sua capitale al crocevia della regione. Per tale motivo due vicini politicamente più forti, il Regno di Georgia e il khanato del Karabakh, scalfirono l'indipendenza di Ganja.
Dal 1780 al 1783, il khanato di Ganja era un condominio di Eraclio II di Georgia (rappresentato dal principe Kaikhosro Andronikashvili) e Ibrahim-Khalil khan Javanshir del Karabakh (rappresentato dal visir, Hadrat Quli Beg). Nel 1783, Ganja insorse contro i suoi signori georgiani e del Karabakh. I georgiani tentarono di riconquistare Ganja alla fine del 1784, ma la campagna terminò senza successo. Seguirono le invasioni georgiane nel 1785 e nel 1786. Sotto il governo di Javad Khan dal 1785 al 1804, il khanato di Ganja crebbe di importanza economica e politica. I khan detenevano inoltre la loro zecca a Ganja. 
Più o meno nello stesso periodo, Agha Mohammad Khan istituì una nuova forte autorità centrale nell'Iran continentale. I Ganjavi accolsero attivamente il nuovo sovrano iraniano, non solo nella speranza di ricevere protezione, ma anche di trarne vantaggio a spese della Georgia per poter compensare le perdite subite negli anni ottanta del Settecento.
Nel 1795, Javad Khan di Ganja si unì alla spedizione iraniana contro la Georgia.

## Conquista russa
Durante la prima guerra russo-persiana (1804-1813) Ganja era considerata dai russi, che in precedenza avevano sostenuto la rivendicazione georgiana per la sovranità sul khanato, come una città di primaria importanza. Il generale Pavel Cicianov si rivolse più volte a Javad khan chiedendogli di sottoporsi al dominio russo, ma che tuttavia rifiutò tutte le volte. Il 20 novembre 1803 l'esercito russo si trasferì da Tiflis e in dicembre Cicianov iniziò i preparativi per l'assedio. Dopo il bombardamento con artiglieria pesante, il 3 gennaio 1804, alle 5 del mattino, Cicianov diede l'ordine di attaccare la fortezza. Dopo aspri combattimenti, i russi furono in grado di catturare la fortezza. Javad Khan venne ucciso, insieme ai suoi figli.
Ganja fu ribattezzata Elizavetpol' in onore della moglie di Alessandro, Elizaveta. Nel 1805 il governo imperiale abolì ufficialmente il khanato e fu creato il distretto militare di Elisabethpol. I discendenti della dinastia Ziyad Oğlu Qajar portavano il nome di Ziyadkhanov nell'impero russo.

## Elenco dei Khan
| Monarca             | Periodo di governo  | Relazione con il predecessore (i) |
| ------------------- | ------------------- | --- |
| Shahverdi Khan      | 1747-1761           | Membro del ramo Ziyadoghlu della dinastia Qajar . Affermazione del potere.                                                           |
| Muhammad Hasan Khan | 1761-1781           | Figlio di Shahverdi Khan. Messo al potere con l'aiuto georgiano.                                                                     |
| Ibrahim Khalil Khan | 1781 - 1784         | Khan del Karabakh. Rilevò il khanato di Ganja.                                                                                       |
| Hajji Beg           | 1784-1786           | Parente di Shahverdi Khan e Muhammad Hasan Khan. Si ribellò contro i georgiani e si riprese il khanato di Ganja..                    |
| Rahim Khan          | 1786                | Figlio di Shahverdi Khan e fratello di Muhammad Hasan Khan. Affermò il potere dopo la sua morte.                                     |
| Javad Khan          | 1786-3 gennaio 1804 | Figlio di Shahverdi Khan e fratello di Muhammad Hasan Khan e Rahim Khan. Salì sul trono dopo che suo fratello Rahim fu detronizzato. |